# Inca-de-asa-bege
Inca-d'asa-caramelo ou inca-de-asa-bege (Coeligena lutetiae) é uma espécie de beija-flor nos "brilhantes", tribo Heliantheini na subfamília Lesbiinae. Pode ser encontrada na Colômbia, Equador e Peru.

## Taxonomia e sistemática
O inca-de-asa-bege e a maioria dos outros membros do gênero Coeligena já foram colocados no gênero Helianthea, mas estão em sua posição atual desde meados dos anos 1900. O Comitê Ornitológico Internacional (COI) e o Handbook of the Birds of the World (HBW) da BirdLife International reconhecem duas subespécies, a nomeada C. l. lutetiae e C.l. albimaculata. No entanto, a taxonomia de Clements trata a espécie como monotípica.

## Descrição

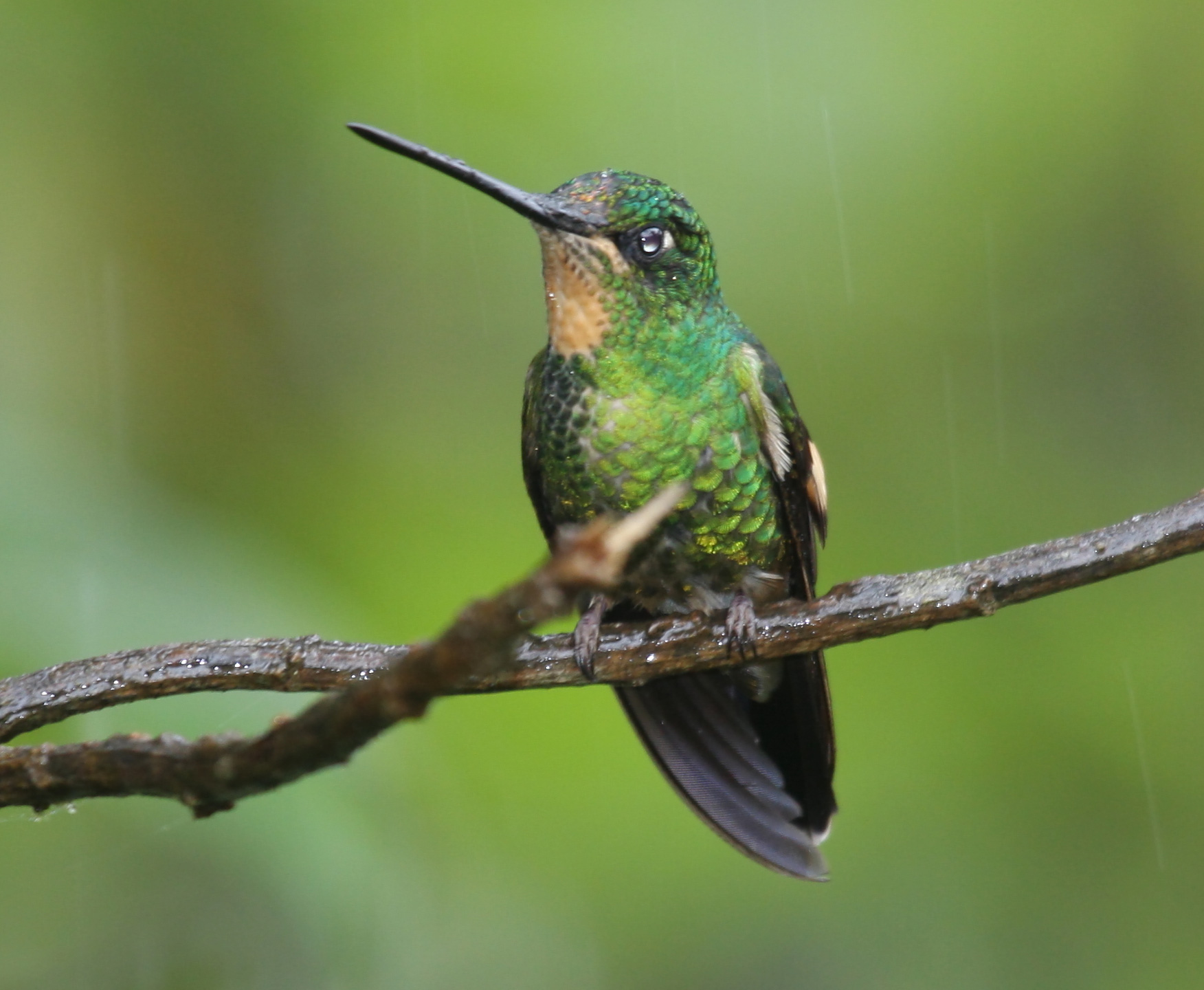
Uma fêmea, Reserva Yanacocha, Equador

Oinca-de-asa-bege tem cerca 14 cm (5.5 in) longo. Os machos pesam 6.9 to 7.2 g (0.24 to 0.25 oz) e fêmeas cerca de 6.6 g (0.23 oz) . Ambos os sexos têm um bico longo, preto e ligeiramente arrebitado e uma mancha branca atrás do olho. Ambos os sexos têm uma cauda bifurcada, embora a da fêmea não seja tão profundamente recortada quanto a do macho. Os machos da subespécie nominal têm as partes superiores pretas aveludadas com uma testa verde brilhante. Eles têm um gorget violeta e o resto das partes inferiores são verde-escuras. As asas são escuras com uma grande mancha cor de canela e a cauda é preta bronzeada. As fêmeas nomeadas têm as partes superiores verdes escuras brilhantes. Sua garganta é cor de canela e o resto do ventre verde dourado com franjas pálidas nas penas. Eles têm a mesma mancha de asa cor de canela que os machos, mas a cauda é verde bronzeada.
Machos da subespécie C. l. albimaculata têm manchas de asa quase brancas, mas são como o nome. As fêmeas têm uma garganta mais pálida do que a nominal e um tom canela nas partes inferiores, cujo verde dourado também é menos iridescente.

## Distribuição e habitat
A subespécie nomeada de inca-de-asa-bege é encontrada desde os Andes Centrais da Colômbia ao sul através dos Andes do Equador até o extremo norte do Peru. C.l. albimaculata é encontrada apenas no noroeste do Equador. A espécie habita a floresta nublada, a floresta élfica e as bordas inferiores do páramo . Em altitude varia de 2,600 to 4,800 m (8,500 to 15,700 ft), mas é mais comum em torno de 3,000 m (9,800 ft).

## Comportamento

### Movimento
O inca-de-asa-bege é geralmente sedentário, embora algum movimento para seguir plantas com flores tenha sido observado.

### Alimentando
O inca-de-asa-bege se alimenta de néctar por armadilhas, visitando um circuito de plantas com flores, mas também defenderá manchas de flores. Na maioria das vezes, forrageia em níveis baixos nas margens da floresta e muitas vezes se agarra às flores para se alimentar e pairar. Além de se alimentar de néctar, captura pequenos artrópodes por meio da coleta da folhagem e da falcoaria.

### Reprodução
A época de reprodução do inca-de-asa-bege na Colômbia é agosto e setembro; não é definido em outro lugar. Ele constrói um ninho de xícara em um garfo de galho, normalmente cerca 2 to 4 m (7 to 13 ft) acima do solo. A fêmea incuba a ninhada de dois ovos por 15 a 17 dias; o tempo para emplumar não foi determinado.

### Vocalização
O starfrontlet de asas amarelas faz uma "conversa fina e áspera com chocalhos", muitas vezes durante disputas territoriais. Durante a alimentação, muitas vezes repete "um 'unk' característico e nasal".

## Status
A IUCN avaliou o starfrontlet de asas amarelas como sendo de menor preocupação, embora seu tamanho populacional não seja conhecido e acredita-se que esteja diminuindo. Embora tenha um alcance geral bastante grande, seu habitat é irregular, fragmentado e sob contínua ameaça de desmatamento. Não é provável que aceite habitats feitos pelo homem, como jardins.